# 潘氏喜蓋鯰
潘氏喜蓋鯰，為輻鰭魚綱鯰形目毛鼻鯰科的其中一種。分布於南美洲巴西亞馬遜河下游流域，體長可達4.1公分，會寄生在其他魚類的鰓蓋內，吸食血液為生。